# Fuji-Hakone-Izu-Nationalpark
Der Fuji-Hakone-Izu-Nationalpark (japanisch 富士箱根伊豆国立公園 Fuji-Hakone-Izu Kokuritsu Kōen) ist ein Nationalpark in den Präfekturen Yamanashi, Shizuoka, Kanagawa und Tokio in Japan.
Der Park hat eine Fläche von 1218,5 km² und wurde am 1. Februar 1936 gegründet. Mit der IUCN-Kategorie V ist das Parkgebiet als Geschützte Landschaft/Geschütztes Marines Gebiet klassifiziert. Das japanische Umweltministerium ist für die Verwaltung des Parks zuständig. Das Parkgebiet teilt sich auf in besonders geschützte, besondere, gewöhnliche und Meeresschutzgebiet-Zonen.

## Parkgebiet und Sehenswürdigkeiten
Er besteht aus dem Vulkangipfel des Fujisan, den Fünf Fuji-Seen, Hakone, der Izu-Halbinsel mit dem Vulkan Amagi und den Izu-Inseln. In der Nähe befinden sich die Städte Odawara, Fuji und Numazu. Zu den Naturdenkmälern im Nationalpark zählt der Shiraito-Wasserfall, der auch zu den Top-100-Wasserfällen Japans gehört, und die Taro-Sugi (太郎杉), die ein geschätztes Alter von über 450 Jahren hat.

## Flora und Fauna
Die Izu-Inseln ziehen viele Zugvögel an. Sie beheimaten zudem einige gefährdete, endemische Arten wie die Izudrossel oder den Ijimalaubsänger (Phylloscopus ijimae).

## Tourismus
Innerhalb eines Jahres haben zuletzt (Stand 2013) 121,47 Millionen Personen den Nationalpark besucht.

## Galerie

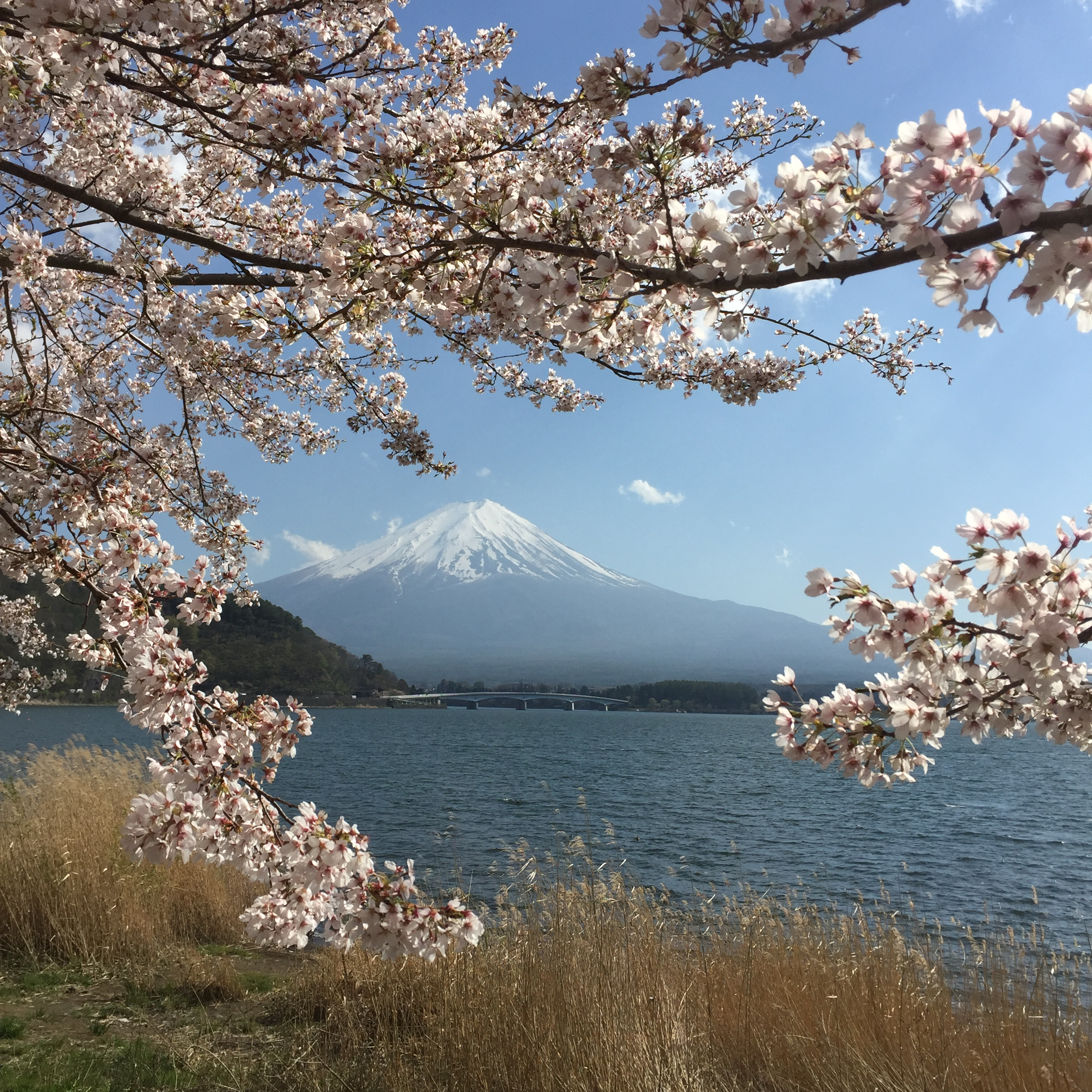
Blick vom Kawaguchi-See auf den Fuji-san
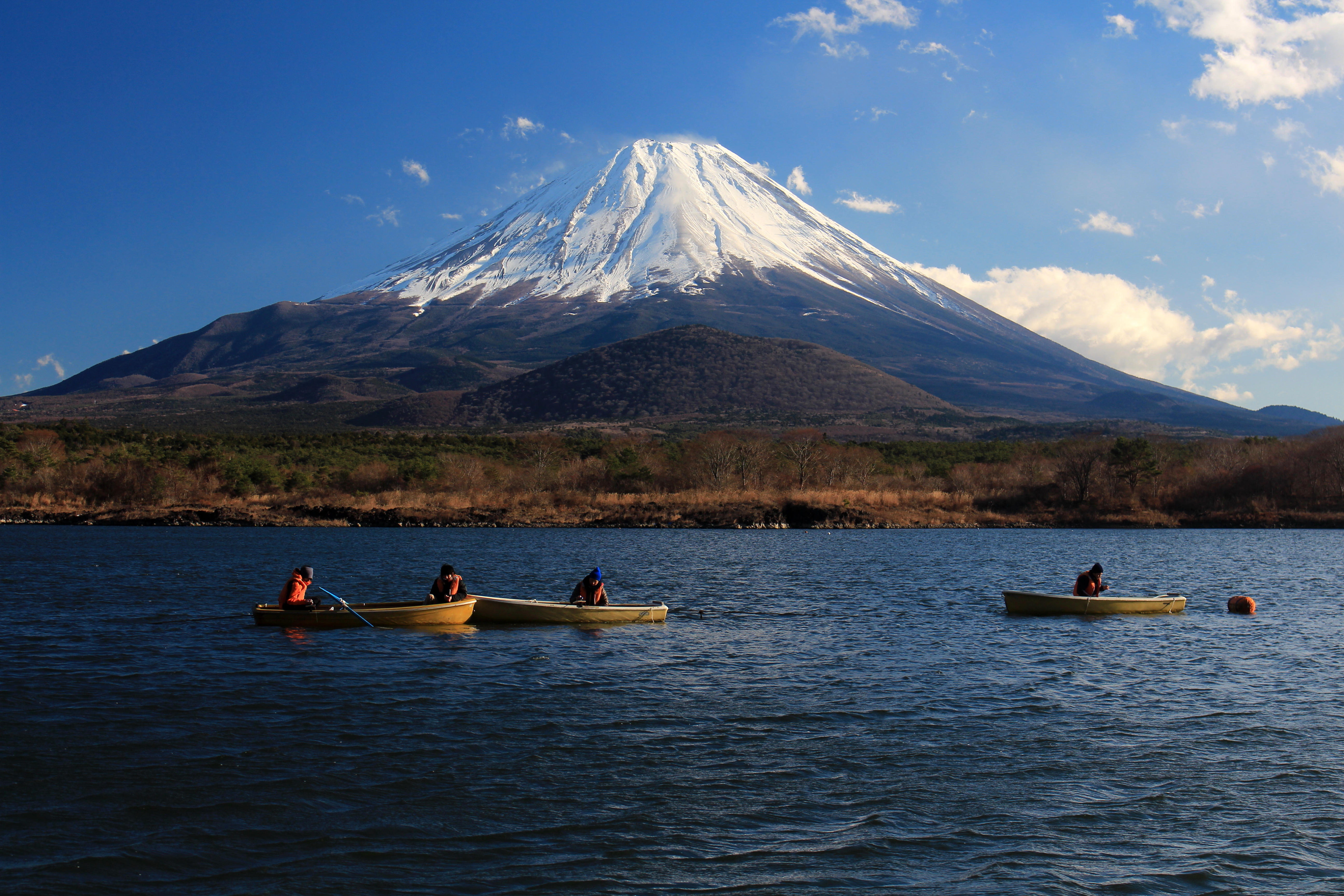
Blick vom Shōji-See auf den Fuji-san
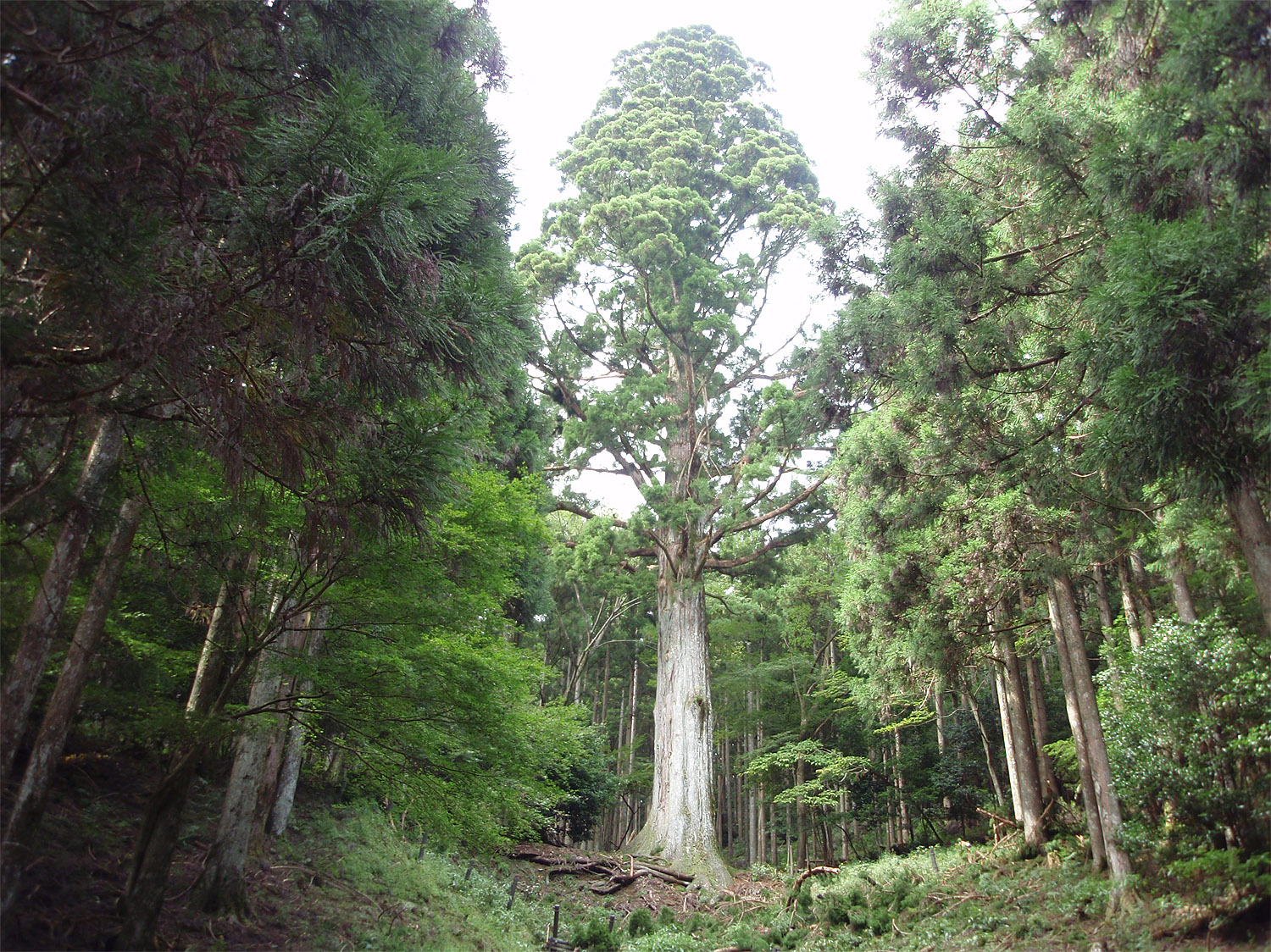
Taro-sugi am Amagi
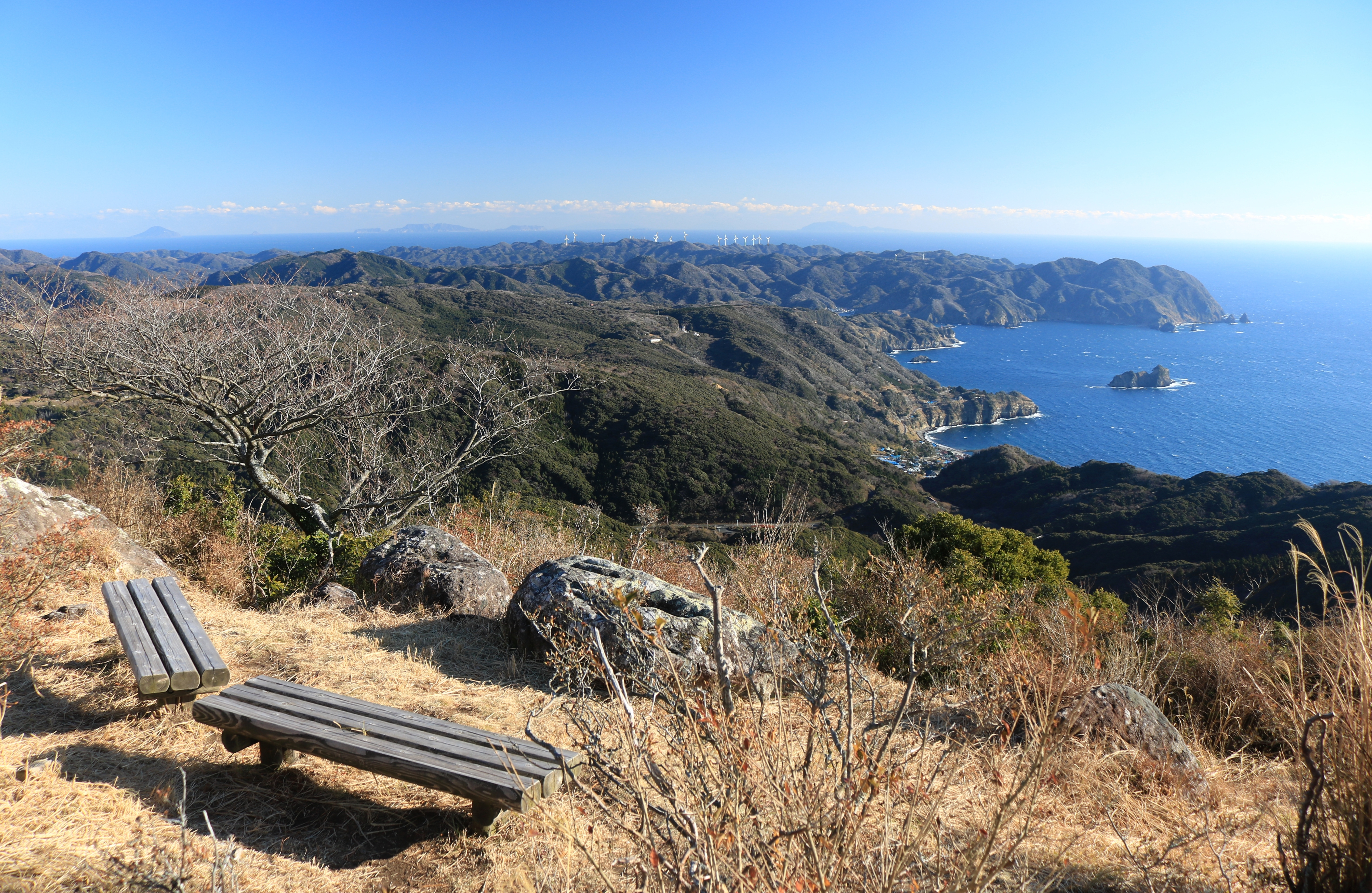
Minami-Izu und Izu-Inseln mit Blick vom Takatoori